# Ministerstwo ds. Jerozolimy i Dziedzictwa Narodowego
Ministerstwo ds. Jerozolimy i Dziedzictwa Narodowego (hebr. משרד לירושלים ומורשת, Misrad li-Jeruszalajim u-Moreszet, ang. Ministry Of Jerusalem And Heritage) – izraelskie ministerstwo założone w 1990 roku podczas kadencji 24. rządu Icchaka Szamira. Zajmuje się ono materialnym i niematerialnym dziedzictwem narodowym, dbaniem o to dziedzictwo i upublicznianie go, integracją dziedzictwa narodowego z izraelskim systemem edukacji oraz Siłami Obronnymi Izraela, zapoznawaniem społeczeństwa z dziedzictwem Izraela.
W przeszłości nosiło nazwę Ministerstwa ds. Jerozolimy oraz Ministerstwa ds. Jerozolimy i Diaspory.

## Zadania
Ministerstwo ds. Jerozolimy i Dziedzictwa Narodowego podzielone jest na dwa departamenty: Jerozolimy i Dziedzictwa Narodowego.
Departament Jerozolimy odpowiedzialny jest za:
- turystyczny, gospodarczy, technologiczny i kulturalny rozwój miasta,
- budowę infrastruktury turystycznej w mieście,
- wspieranie inicjatyw technologicznych w mieście,
- przyciąganie firm izraelskich do miasta,
- rozwój przedsiębiorczy Wschodniej Jerozolimy[4].

Departament Dziedzictwa Narodowego odpowiada za:
- zarządzanie materialnymi i niematerialnymi zasobami dziedzictwa Izraela,
- udostępnianie tego dziedzictwa społeczeństwu,
- ochronę i restaurację miejsc związanych z dziedzictwem narodowym[4].

## Ministrowie
| Imię i nazwisko                                      | Imię i nazwisko    | Początek kadencji | Koniec kadencji  | Partia polityczna  | Rząd     |
| ---------------------------------------------------- | ------------------ | ----------------- | ---------------- | ------------------ | -------- |
| Ministerstwo ds. Jerozolimy                          |                    |                   |                  |                    |          |
|                                                      | Icchak Szamir      | 27 listopada 1990 | 13 lipca 1992    | Likud              | 24.      |
|                                                      | Icchak Rabin       | 13 lipca 1992     | 31 grudnia 1992  | Partia Pracy       | 25.      |
|                                                      | Elijjahu Suwisa    | 7 marca 2001      | 23 maja 2002     | Szas               | 29.      |
| 3 czerwca 2002                                       | Elijjahu Suwisa    | 28 marca 2003     |                  | Szas               | 29.      |
|                                                      | Natan Szaranski    | 3 marca 2003      | 4 maja 2005      | Jisra’el ba-Alijja | 30.      |
| Ministerstwo ds. Jerozolimy i Diaspory               |                    |                   |                  |                    |          |
|                                                      | Binjamin Netanjahu | 18 marca 2013     | 29 kwietnia 2013 | Likud              | 33.      |
|                                                      | Naftali Bennett    | 29 kwietnia 2013  | 1 czerwca 2015   | Żydowski Dom       | 33., 34. |
| Ministerstwo ds. Jerozolimy i Dziedzictwa Narodowego |                    |                   |                  |                    |          |
|                                                      | Ze’ew Elkin        | 1 czerwca 2015    | 17 maja 2020     | Likud              | 34.      |
|                                                      | Rafi Perec         | 17 maja 2020      | 13 czerwca 2021  | Żydowski Dom       | 35.      |
|                                                      | Ze’ew Elkin        | 13 czerwca 2021   | 29 grudnia 2022  | Nowa Nadzieja      | 36.      |
|                                                      | Amichaj Elijjahu   | 29 grudnia 2022   |                  | Żydowska Siła      | 37.      |

Źródło: Kneset, כל השרים במשרד לענייני ירושלים (dostęp: 2019-08-29).